# Mycetophila horrida
Mycetophila horrida är en tvåvingeart som beskrevs av Ostroverkhova 1979. Mycetophila horrida ingår i släktet Mycetophila och familjen svampmyggor. Inga underarter finns listade i Catalogue of Life.